# Chen Nien-chin
Chen Nien-chin (* 10. Mai 1997 in Hualien) ist eine Boxerin aus der Republik China (Taiwan).

## Karriere
Im Jugendbereich (U17) war Chen 2013 Weltmeisterin im Mittelgewicht (bis 75 kg) und im Juniorinnenbereich (U19) 2014 Vizeweltmeisterin und Silbermedaillengewinnerin der Olympischen Jugendspiele.
Chens erstes Turnier im Frauenbereich war das Balkan-Turnier 2015, bei welchem sie im ersten Kampf gegen Khadija Mardi, Marokko, mit 2:1 Punktrichterstimmen ausschied. 2016 gewann Chen das taiwanische Olympiaauswahlturnier und nahm somit am asiatischen Olympiaqualifikationsturnier teil. Hier gewann sie drei Kämpfe, bevor sie im Halbfinale gegen die Chinesin Li Qian (3:0) ausschied und somit die Qualifikation für die Olympischen Spiele 2016 in Rio de Janeiro verpasste. Diese konnte sie dann aber mit einem überraschenden Erfolg bei den Weltmeisterschaften 2016 nachholen. Hier schlug sie u. a. Andreia Bandeira, Brasilien (3:0), und Mardi (3:0) bevor sie im Halbfinale gegen Claressa Shields, USA (3:0), verlor  und damit eine Bronzemedaille gewann. Bei den Olympischen Spielen 2024 in Paris gewann sie die Bronzemedaille im Weltergewicht.